# Vliegtuigmaaltijd

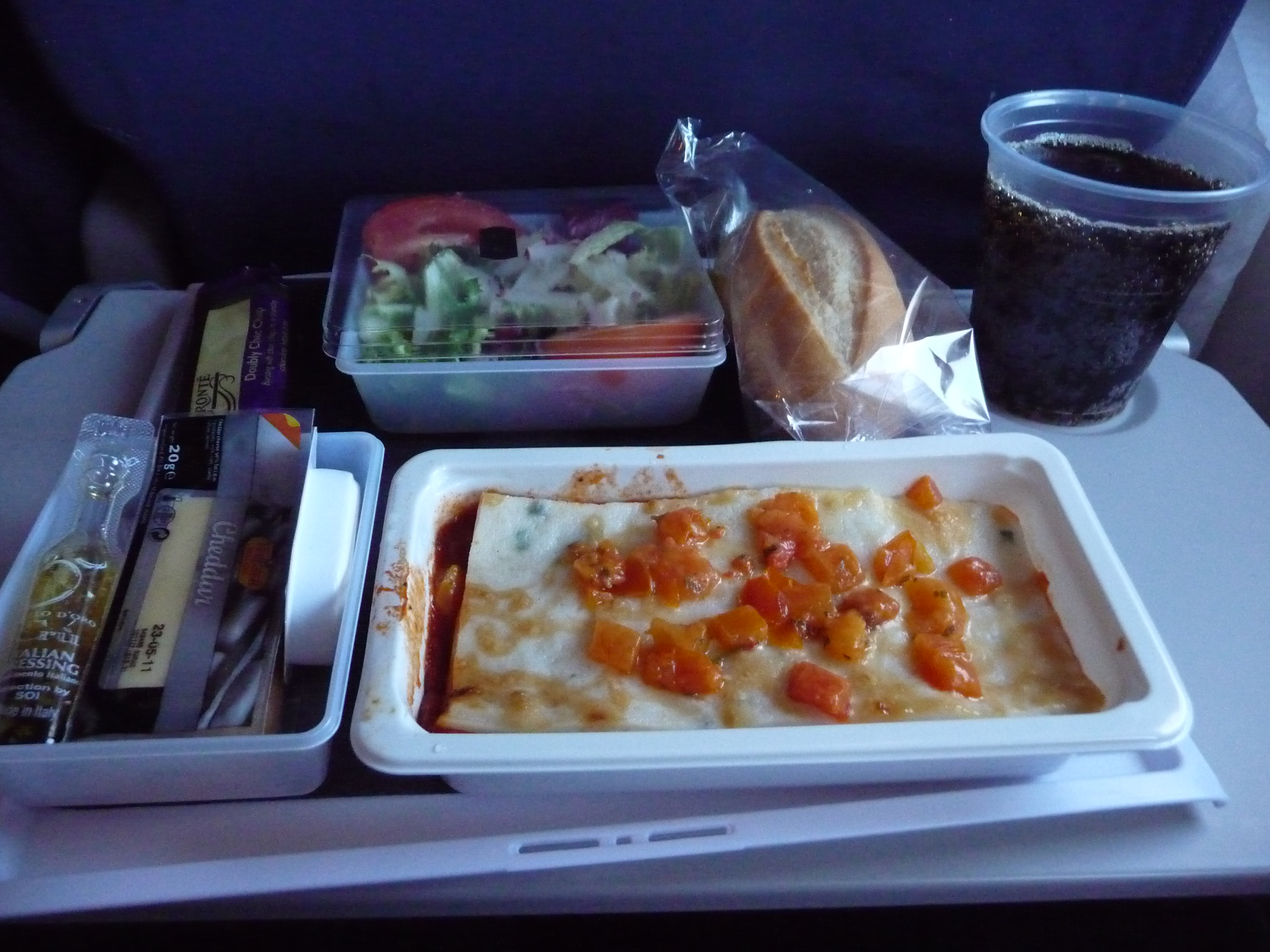
Een typische maaltijd op een langeafstandsvlucht, een hoofdgerecht met een salade, broodje en dessert

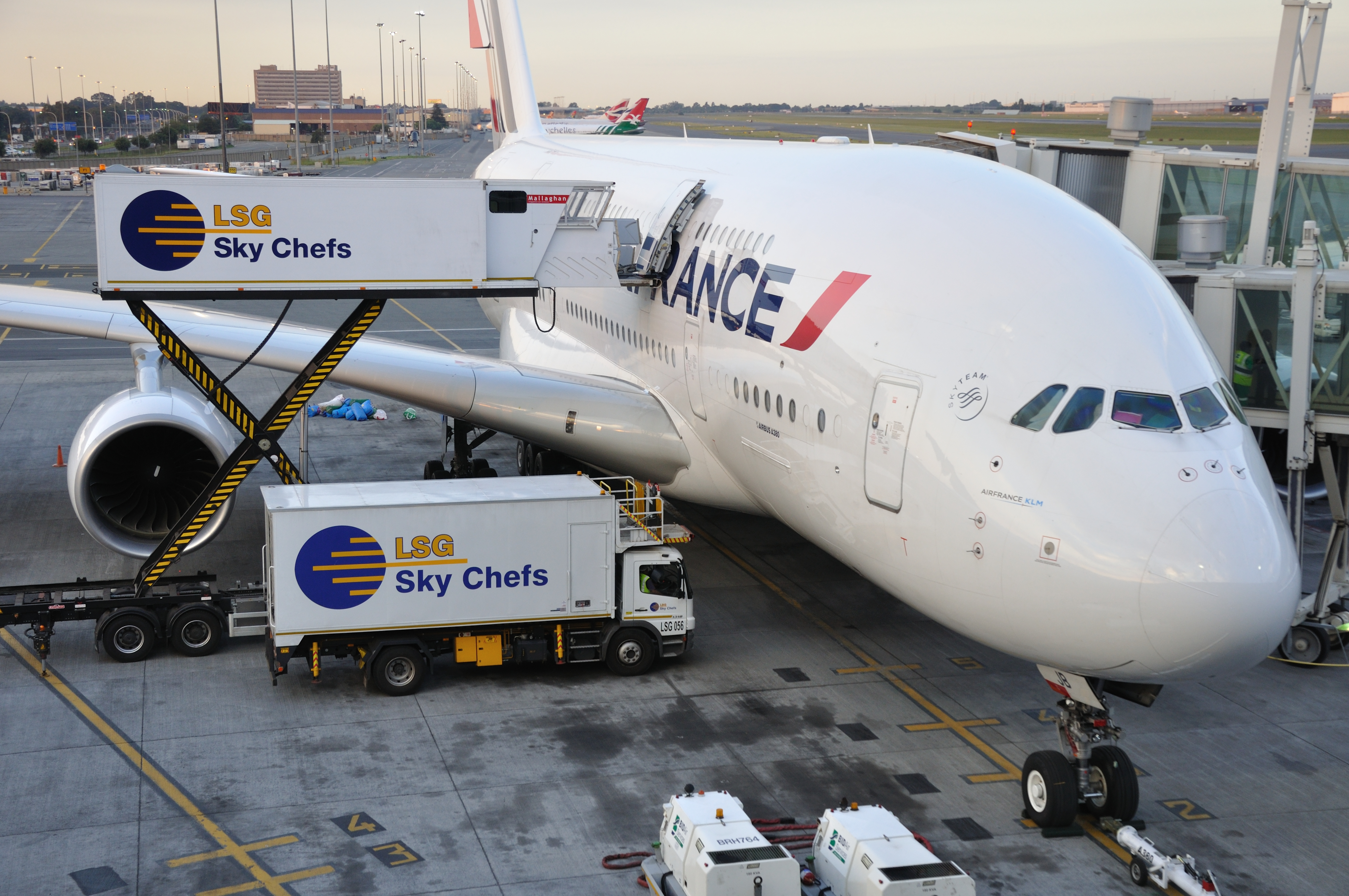
Een Airbus A380 vliegtuig krijgt bevoorrading van vliegtuigmaaltijden en drank door een cateringbedrijf

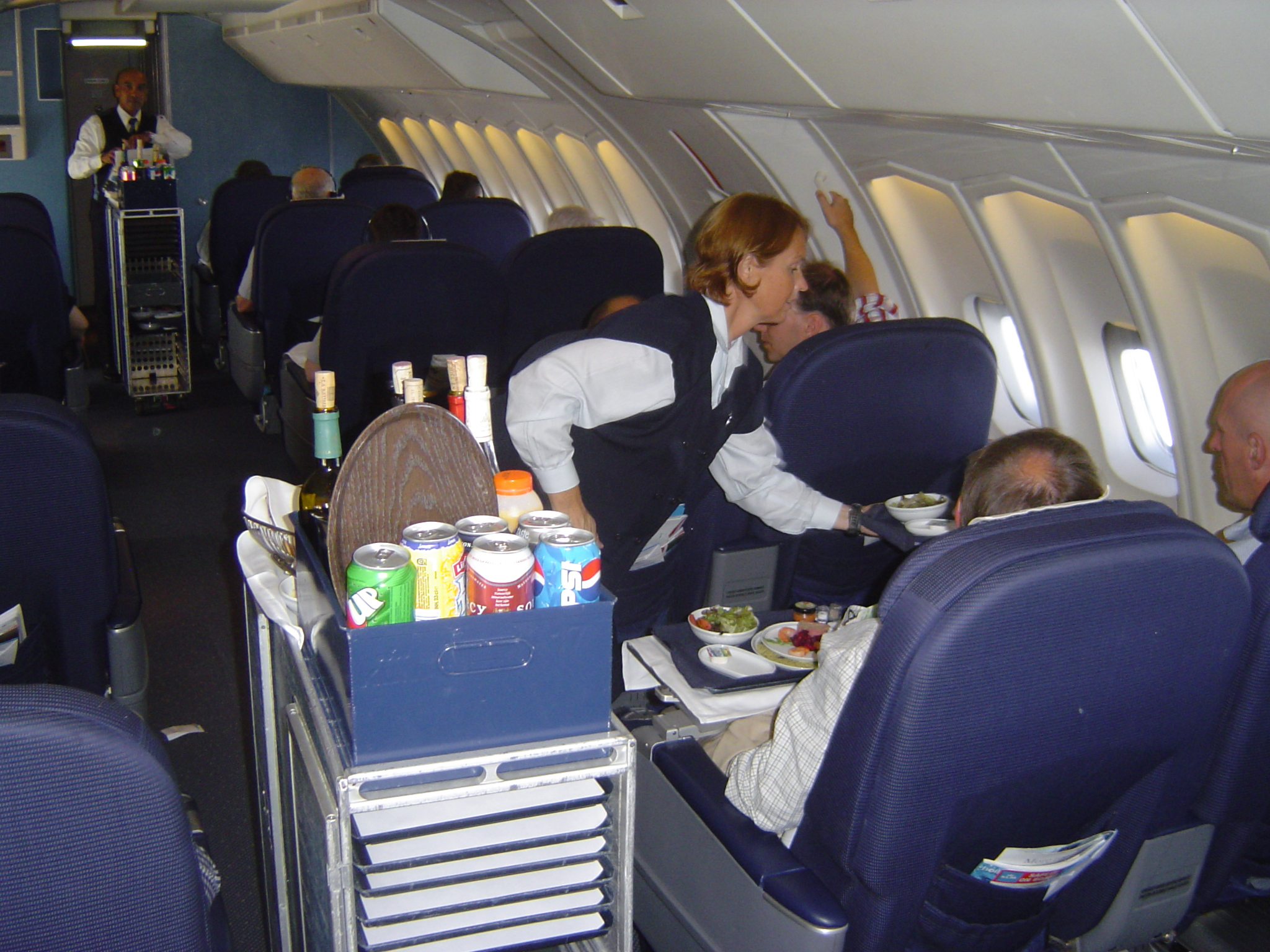
Bediening van maaltijd en drank door kabinepersoneel

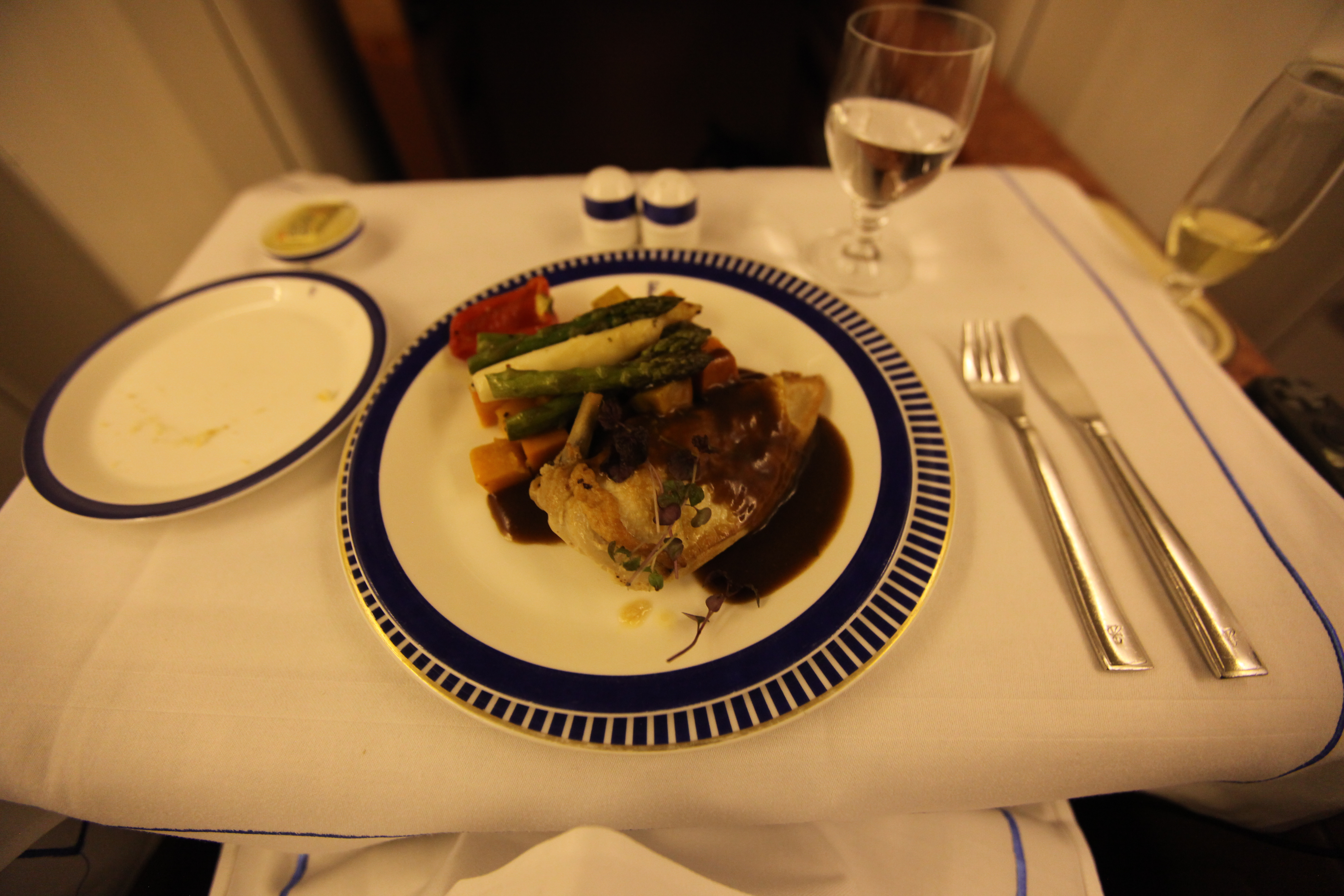
Een van de maaltijdgangen in een First Class maaltijd bij Singapore Airlines

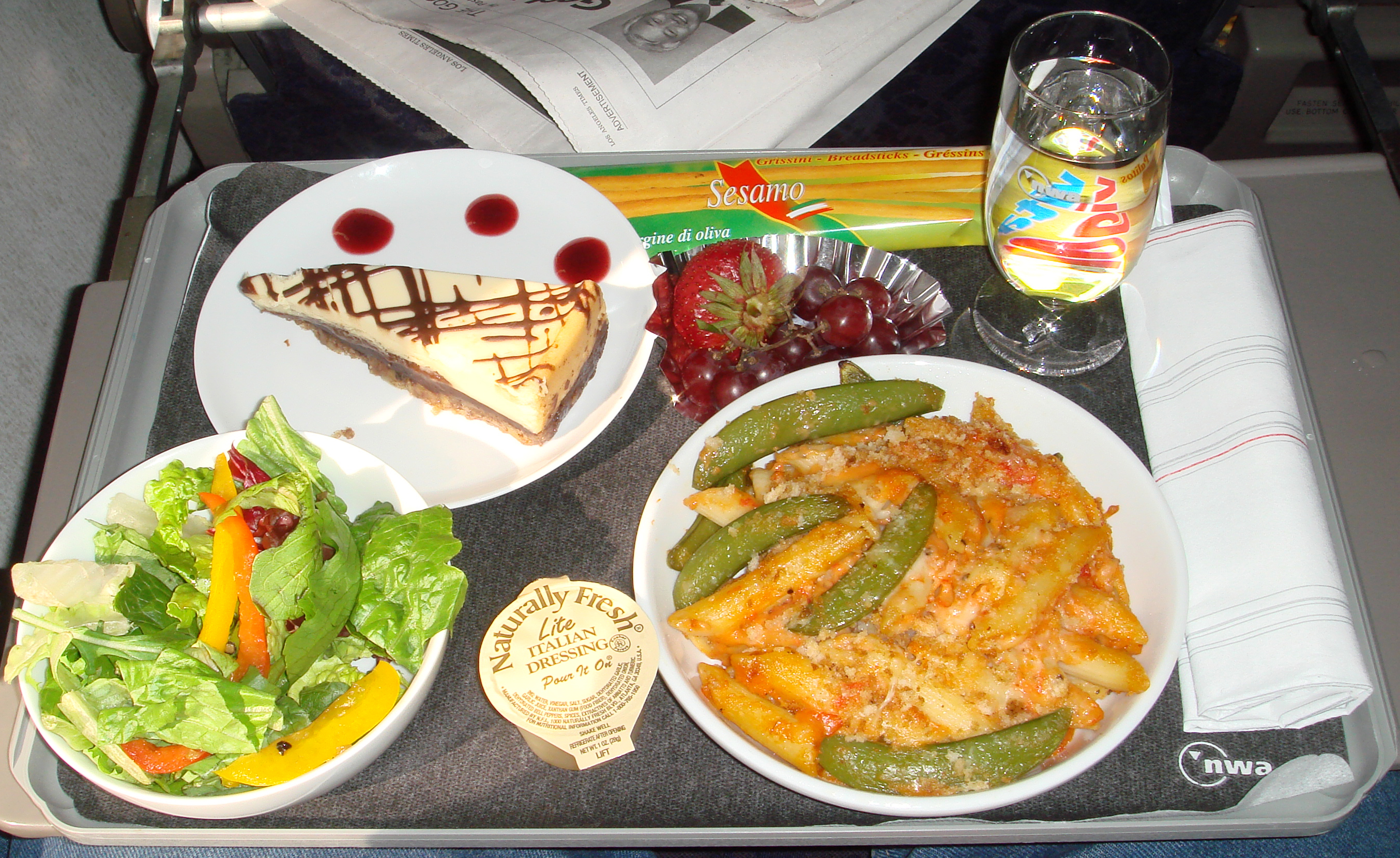
Eersteklasmaaltijd van Northwest Airlines

Een vliegtuigmaaltijd is een maaltijd die wordt geserveerd aan passagiers van een vliegtuig. De maaltijd wordt meestal volledig vooraf bereid door een cateringbedrijf.
De maaltijden vormen een onderdeel van de differentiatie tussen verschillende vliegtuigmaatschappijen en de comfortklassen aanwezig op een vlucht (First Class, Business Class, Economy Class). Maatschappijen maken onder meer reclame met te wijzen op de vermeende kwaliteit van hun maaltijden. Sommige maatschappijen bieden meer of minder voedsel aan, inbegrepen in de vluchtprijs of tijdens de vlucht te betalen, met een gamma gaande van een kleine snack met een frisdrank of een belegd broodje op een korte vlucht tot een uitgebreid meergangenmenu in de First Class op een langeafstandsvlucht.
Reeds in 1919 werden maaltijden aangeboden op vluchten van Handley Page Transport tussen Londen en Parijs. Passagiers konden voor drie shillings een lunchbox aankopen met sandwiches en fruit.
Een typische maaltijd in de economyclass op een langeafstandsvlucht bestaat uit een hoofdgerecht (veelal met keuze tussen kippenvlees of een pastabereiding) met een kleine salade, broodje en dessert. Bij transcontinentale vluchten wordt de eerste maaltijd veelal korte tijd na opstijgen geserveerd en kan een kleine tweede maaltijd, als ontbijt of snack, volgen voor de landing. De maaltijden worden tijdens de vlucht verdeeld door het cabinepersoneel die met een trolley door de gangen gaan en iedere passagier keuze uit de mogelijkheden aanbieden, al dan niet met betaling in functie van wat in de vluchtprijs is inbegrepen en wat niet. Bij maaltijden inbegrepen in de vluchtprijs heeft de passagier bij aankoop van het ticket ook de optie specifieke maaltijdwensen door te geven, zoals vegetarisch, glutenvrij, kindermaaltijd, halal en koosjer.

## Veiligheid
Voedselveiligheid en hygiëne zijn van groot belang in de keten van de vliegtuigmaaltijden. Voedselvergiftigingen die optreden bij grote groepen passagiers en bemanning die onder meer op intercontinentale vluchten langere tijd kunnen uitgesloten zijn van gespecialiseerde medische zorgen in aangepaste verzorgingsinstellingen dienen vermeden te worden. De maatregelen werden aangescherpt na 14 februari 1992. Die dag was er een voorkomen van massale voedselvergiftiging aan boord van de Aerolíneas Argentinas vlucht 386 in vlucht tussen een tussenstop in de luchthaven Aeropuerto Internacional Jorge Chávez bij Lima naar de Internationale luchthaven van Los Angeles. Een vliegtuigmaaltijd van garnalen besmet met de vibrio cholerae leidden tot een uitbraak van cholera die aan 1 passagier het leven kostte en 75 anderen ziek maakte.
Vliegtuigmaaltijden worden ook geconsumeerd door de leden van de vliegtuigbemanning. Om de risico's te beperken zijn er veelal regels die vereisen dat van het vluchtpersoneel gezagvoerend piloot en eerste officier niet dezelfde maaltijden mogen aangeboden krijgen.
De aanslagen op 11 september 2001 hadden een impact op servies en bestek. Hoewel enige tijd enkel nog plastic borden en bestek gebruikt werden, keerde later het gebruik van bijvoorbeeld metalen bestek terug in de duurdere comfortklassen.

## Maaltijdcodes
| AVML | Asian Vegetarian Meal     | Aziatisch, vegetarische maaltijd met rijst                        |
| BBML | Infant / Baby Meal        | babyvoedsel                                                       |
| BLML | Bland / Soft Meal         | maaltijd met niet uitgesproken, milde smaken                      |
| CHML | Childs Meal               | Kindermenu                                                        |
| DBML | Diabetic Meal             | Maaltijd geschikt voor diabetici                                  |
| FFML | Frequent Flyer Meal       | Menucode met specifieke lievelingsmaaltijden voor frequent flyers |
| FPML | Fruit Platter Meal        | Fruitschaal                                                       |
| FSML | Fish Meal                 | Vismaaltijd                                                       |
| GFML | Gluten Free Meal          | Glutenvrije maaltijd                                              |
| HFML | High Fibre Meal           | Voedingsvezelsrijke maaltijd                                      |
| HNML | Hindu Meal                | Hindumaaltijd                                                     |
| JNML | Jain Meal                 | Jain-veganistische maaltijden                                     |
| KSML | Kosher Meal               | koosjere maaltijd                                                 |
| LCML | Low Calorie Meal          | Caloriearme maaltijd                                              |
| LFML | Low Cholesterol Meal      | Vetarme maaltijd                                                  |
| LPML | Low Protein Meal          | eiwitarme maaltijd                                                |
| LSML | Low Sodium Meal           | natriumarme of zoutarme maaltijd                                  |
| MOML | Moslem Meal               | halalmaaltijd                                                     |
| NLML | Non-Lactose Meal          | Lactosevrije maaltijd                                             |
| NSML | No Salt Meal              | Zoutloze maaltijd                                                 |
| ORML | Oriental Meal             | Aziatische maaltijd                                               |
| PRML | Low Purin Meal            | Purinearme maaltijd                                               |
| RVML | Raw Vegetarian Meal       | Rauwe vegetarische maaltijd                                       |
| SFML | Sea Food Meal             | vis- en zeevruchtenmaaltijd                                       |
| SPML | Special Meal              | Specifiek speciaal voedsel besteld door een passagier             |
| VGML | Vegetarian Meal Non Dairy | Vegetarische maaltijd zonder melkproducten                        |
| VLML | Vegetarian Meal Lacto Ovo | lactoovovegetarische maaltijd                                     |
| WVML | Western Vegetarian Meal   | Westerse vegetarische maaltijd                                    |